# Архівна справа в Україні
Архівна справа в Україні у 16 ст. відокремилася від поточного діловодства і почали засновуватися архіви при земських, гродських і підкоморських судах та магістратах. Глибокий слід демократизму архівної справи залишила козацько-гетьманська доба нашої історії. Архів Запорозького коша, Архів Генеральної військової канцелярії, Архів Генерального військового суду, полкові архіви започаткували національне архівотворення, розвиток якого, на жаль, був перерваний конкретно-історичними подіями, пов'язаними з розчленуванням України на Правобережну та Лівобережну, втратою власної державності. Національна архівна справа під час чужоземного панування зазнала реформування за мірками Речі Посполитої та Московської держави. На Правобережжі було засновано архіви польських військових та адміністративно-судових установ у воєводствах та великих містах. У 1783 р. у Львові було засновано Крайовий архів гродських і земських актів, згодом Архів Галицького намісництва. На Лівобережжі почали формуватися губернські та волосні архіви (за реформою 1775 р.), а з 1884 р. утверджувалися губернські вчені архівні комісії для порятунку цінних документів, які масово знищувалися. У цей період виникли унікальні приватні архівні колекції, завдяки яким вдалося зберегти частину документальних реліквій українського народу. Важливу роль у збереженні історичної пам'яті відіграли церковні та монастирські архіви. З середини 19 ст. центром збирання і вивчення архівних документів стала Київська археографічна комісія, а на західноукраїнських землях великий внесок у розвиток архівної справи зробила Археографічна комісія Наукового товариства імені Т. Г. Шевченка. Створення загальноукраїнської національної архівної системи ув'язувалося з українською революцією 1917—1920 рр., з утворенням УНР і ЗУНР, їхньою Злукою. Однак поразка революції, встановлення радянської влади перешкодили реалізації цього задуму. Починаючи з 1919 р; в Україну було поширено дію декрету Раднаркому РРФСР про реорганізацію та централізацію архівної справи. В квітні 1920 р. Раднарком УРСР оголосив архіви державною власністю, а управління архівною справою зосереджувалося у системі наркомату освіти.
Після утворення СРСР (1922 р.) в Україні остаточно було запроваджено схему архівного будівництва РРФСР. Поряд з державними архівами в центрі і на місцях створювався окремий архівний фонд КП (б) У, який повністю підлягав ЦК РКП (б) — ВКП(б) на правах архіву обласної парторганізації. Проте були і позитивні кроки на шляху становлення архівної системи в Україні за радянської доби. По-перше, було створено досить широку мережу архівних установ, по-друге — забезпечено її державне фінансування, по-третє — організовано підготовку архівістів, по-четверте — сформовано Державний архівний фонд. Водночас утвердження тоталітаризму і режиму одноособової влади, надмірна централізація архівної справи, її передача у відання наркомату внутрішніх справ, що був карально-репресивним органом, ідеологічна доктрина партійно-класового підходу до відбору документів для зберігання в архівах та використання їх з позицій революційної доцільності призвели до негативних перекосів і деформацій в розвитку архівної системи і самої галузі.
Значних втрат зазнало архівне будівництво під час другої світової війни, найголовнішими з яких було масове нищення архівних фондів, сховищ і кадрів архівістів. Централізація архівної системи відіграла позитивну роль у відбудові архівної системи в повоєнні роки, як і її часткова лібералізація в добу хрущовської «відлиги». З 1960 р. керівництво системою було покладено на Архівне управління при Раді Міністрів УРСР, яке в 1974 р. було перетворене на Головне, та на архівні відділи облвиконкомів. Наприкінці 70-х років мережа державних архівних установ УРСР нараховувала 6 центральних, 25 обласних, 6 їхніх філіалів, 121 міський і 478 районних архівів. Крім того, в республіці функціонували Партійний архів Інституту історії партії ЦК КПУ — філіалу Інституту марксизму-ленінізму при ЦК КПРС та 24 обласні партійні архіви. Реформування радянської архівної системи в Україні та інших республіках колишнього СРСР почалося в період так званої перебудови і гласності М.Горбачова. Було знято деякі обмеження і розширено доступ до архівних фондів. З'явилося чимало «викривальних» публікацій архівних документів. У 1988 р. було ліквідовано архівні відділи облвиконкомів, а їхні науково-методичні та організаційні функції передано державним архівам областей. Із здобуттям Україною державної незалежності (1991 р.) в її архівній системі сталися певні зміни, пов'язані з відродженням національних традицій архівної справи. У міру демократизації країни і становлення України як правової держави реформується управління архівною галуззю, яке набуває якісно нових рис, а його основним змістом стає створення оптимальних умов для нормальною функціонування усіх ланок системи, насамперед архівних установ на рівні районів, міст, областей, центру.

## Сучасне архівне законодавство України

### Законодавча база архівної системи України
З архівною системою тісно пов'язане поняття «система архівних установ». Під системою архівних установ розуміють сукупність архівів, інших установ, структурних підрозділів, що забезпечують формування НАФ, його зберігання, здійснюють науково-дослідні, інформаційно-довідкові та управлінські функції в архівній справі, незалежно від форм власності. Діяльність кожного з суб'єктів системи архівних установ регулюється законодавством, підзаконними нормативними актами, відповідними правилами та інструкціями.
Функціонування архівної системи невіддільне від систем архівних установ як сукупності архівів, інших установ та структурних підрозділів, що забезпечують формування НАФ, здійснюють управлінські, науково-дослідні та інформаційні функції архівного будівництва. З відновленням незалежності України почався глибинний процес реформування архівної системи, визначальною рисою якого є її демократизація, децентралізація, відкритість, перехід усіх ланок системи архівних установ на правові засади. Діяльність системи архівних установ України регламентовано Конституцією, Законом «Про Національний архівний фонд і архівні установи», нормативними актами Президента, КМ України, а також Головархіву України як спеціалізованого управлінського органу виконавчої влади.
Головархів України як одна з ланок системи архівних установ держави є носієм єдиної державної політики в архівній галузі. У своїй діяльності Головархів керується Конституцією України, чинним законодавством, Положенням про Головне архівне управління, затвердженим КМ України у жовтні 1995 р. Структура Головархіву дозволяє тримати в полі зору всі найголовніші напрями діяльності установ галузі: від формування НАФ, створення оптимальних умов зберігання і користування архівними документами, організації інформаційних систем, розвитку матеріально-технічної бази до розгортання міжнародного співробітництва українських архівістів. Спираючись на науково-дослідний потенціал галузі, співпрацюючи з установами НАН України, провідними університетами, Головархів виробляє стратегію архівного будівництва, конкретні програми її реалізації, впливає на матеріально-фінансове забезпечення, кадрову політику. Згідно з Положенням Головархів є контролюючим органом, має права інспектування діяльності архівних установ, заслуховування їхніх звітів, призупинення діяльності архівів.

### Правові засади регулювання НАФ України
Вперше в Україні назву «Національний архівний фонд» закріплено у положенні про Головархів України (21 липня 1992 р.), що засвідчило потребу в такому новому понятті архівної практики і суспільних відносин, хоч зміст його офіційно вперше було подано у Законі «Про Національний архівний фонд і архівні установи», прийнятому 24 грудня 1993 р. Він став важливою віхою архівного будівництва незалежної України. Закон не лише декларував створення НАФ як єдиної сукупності всіх документів, що зберігаються на території України і мають офіційно визнану наукову та історико-культурну цінність, і встановив над фондом юрисдикцію держави, а й визначив певний механізм регулювання суспільних відносин, які виникають у зв'язку з його формуванням, обліком, зберіганням і використанням. Поставивши в центр архівного будівництва НАФ, закон надав йому статусу об'єднуючого чинника національної архівної системи, всієї мережі архівних установ, яка складає структурну основу архівної системи. Отже, названий закон став першим в історії нашої держави законодавчим актом такого рівня й заклав міцний правовий ґрунт дальшого розвитку архівної галузі.
Під поняттям НАФ України розуміють сукупність документів, незалежно від їхнього виду, місця створення і форми власності на них, що зберігаються на території України або за її межами (і відповідно до міжнародних угод підлягають поверненню в Україну), відображають історію духовного і матеріального життя українського народу, мають наукову історико-культурну цінність, визнані такими відповідною експертизою і зареєстровані у порядку, передбаченому Законом України «Про Національний архівний фонд і архівні установи».
Передумовами прийняття Закону України «Про Національний архівний фонд і архівні установи» були, з одного боку, загальні процеси державотворення в незалежній Україні, побудови правової демократичної держави, законодавчого регулювання усіх сфер державного і суспільного життя, а з іншого — потреби сучасної практики вітчизняної архівної справи, рівень розвитку суспільних відносин у цій сфері і співвіднесення його з досягнутим в інших державах.
Раніше діяльність архівів регламентувалася урядовими постановами, положеннями, інструкціями, іншими підзаконними актами, основним з яких було згадуване загальносоюзне Положення про ДАФ. Ці нормативні акти, розраховані на тоталітарну систему, не відповідали новим суспільним умовам. Під час розбудови незалежної держави загострилися проблеми архівної галузі: поряд з підвищенням інтересу до інформаційних багатств архівів спостерігалися прояви нігілістичного ставлення окремих суспільних груп до документальної спадщини, загострилося відставання від потреб матеріально-технічної бази архівів, виявилася слабкість соціальної захищеності архівістів.
Перша проблема, яку доводилося вирішувати законодавцям України, як і інших колишніх республік СРСР, — визначення тих архівних документів, які підпадатимуть під юрисдикцію держави, тобто на які поширюватиметься дія архівного законодавства. Предметом законодавчого регулювання стала сукупність історично цінних документів, які належать Україні або її громадянам. При цьому таке регулювання здійснюється на рівних засадах, незалежно від того, у чиїй власності перебувають документи: державній, колективній чи приватній. Усі власники документів мають рівні права. Тому закон України не передбачає, як в деяких інших державах, розподілу НАФ на частини за формами власності. Адже збереження культурної спадщини, у тому числі і документальної її частини, є турботою всього суспільства і насамперед його основного інституту — держави.
Юрисдикція держави над НАФ не порушує основних прав власників документів та користувачів ними. Навпаки, через законодавче регулювання і державні гарантії умов для зберігання, примноження і використання НАФ забезпечується реальне здійснення цих прав. Пріоритет держави орієнтований на розв'язання головного завдання — забезпечення збереженості документів НАФ. Для його реалізації в законі передбачено державний облік архівних документів, державну реєстрацію і контроль за додержанням законодавчих вимог щодо їхнього зберігання, державну допомогу недержавним власникам НАФ і турботу держави про виявлення та збирання зарубіжної україніки, повернення архівних цінностей в Україну.
Іншою проблемою була організація на єдиних засадах системи архівних установ для забезпечення обліку, зберігання і використання архівних документів, формування НАФ, а також проведення науково-дослідної та інформаційної діяльності. Вирішення поставлених завдань вимагало єдності підходів до усієї сукупності архівних документів. Закон визначив центральний орган виконавчої влади, котрий від імені держави здійснює управління архівною справою, несе відповідальність за її стан і подальший розвиток, — Головархів України (ст.7). Для ведення роботи з документами НАФ, здійснення управлінської, науково-дослідної та інформаційної діяльності в архівній галузі законом створено систему архівних установ (ст. 2, 6). Отже, прийняття закону забезпечило правову основу для існування архівної системи, побудованої на єдиних принципах і засадах, юридичне оформило величезний інформаційний масив — НАФ України.
НАФ України формується з документів «державних органів, підприємств, установ та організацій усіх форм власності, а також з документів громадян та їх об'єднань». Єдиною підставою включення архівних документів до НАФ є експертиза їхньої цінності, яку проводять експертні комісії (ЕК) різних рівнів. Зміни у суспільстві, що торкнулися всіх сфер його життя, вимагають нових підходів до експертизи цінності документів, адже не взяті на державне зберігання документи можуть бути втраченими назавжди. Експертиза цінності документів повинна проводитися за принципами об'єктивності, історизму, всебічності та комплексності. У 1995 р. Кабінет Міністрів України ухвалив «Положення про принципи і критерії визначення цінності документів, порядок створення та діяльності експертних комісій з питань віднесення документів до НАФ», «Положення про державну реєстрацію документів НАФ». У 1996 р. Головархів України затвердив «Типове положення про експертно-перевірну комісію державного архіву Автономної Республіки Крим, держархівів областей, міст Києва і Севастополя» та «Типове положення про експертну комісію філіалу державного архіву області, архівного відділу районної державної адміністрації, міського державного архіву», що визначають права і завдання ЕК.
Одним із складних у правовому і практичному плані питань є подання архівних документів на експертизу цінності громадянами — власниками цих документів. Відповідно до вимог Закону України «Про Національний архівний фонд і архівні установи» обов'язково мають подаватися на розгляд ЕК документи, які належать громадянам, у разі виникнення загрози знищення цих документів або значного погіршення їхнього стану, а також документи, створені до 1946 р. (оскільки виключення з НАФ таких документів забороняється, а рішення про їхнє знищення може прийняти лише ЦЕПК Головархіву України) або які мають бути вивезені за кордон. Однак не вирішено питання про стимулювання власників документів, які подають їх на експертизу добровільно. Нині розроблення теоретичних та практичних основ експертизи історико-культурної та наукової цінності документів, вироблення принципів формування НАФ — один із важливих напрямів наукових досліджень діяльності УДНДІАСД.
Отже, документи НАФ України перебувають під охороною держави. Облік, збереження і використання цього вельми цінного для держави інформаційного масиву є основними завданнями архівних установ України.

### Зарубіжна архівна україніка в контексті архівного законодавства
Поповнення НАФ документами історико-культурної спадщини України, що перебувають за кордоном, залишається важливою державною проблемою. Враховуючи те, що систематичне вивезення документів та книжкових зібрань з території України до Польщі почалося після Люблінської унії (1569 р.), до Росії — за часів Петра І тривало понад 250 років, визначити обсяг «архівної україніки» ще й сьогодні складно. Лише у російських архівосховищах зосереджені величезні масиви документів з історії України. Це, насамперед, Російський державний архів давніх актів, Російський державний військово-історичний архів (Москва), Російський державний історичний архів (Санкт-Петербург), Відділ рукописів Російської Національної бібліотеки (Москва), Російська Національна бібліотека імені М.Салтикова-Щедріна та ін. Унікальною за обсягом (близько 12 тис. одиниць зберігання) і за значенням є, наприклад, колекція українського історика Миколи Маркевича, одна частина якої зберігається у Відділі рукописів Російської Національної бібліотеки, друга — в Пушкінському домі (Санкт-Петербург). У її складі листи та універсали гетьманів Івана Скоропадського, Кирила Розумовського, Петра Дорошенка, рукописи Андрія Розумовського, Петра Горленка, Кочубеїв, директора Археологічного музею Київського університету К.Лохвицького, колекції О.Максимовича, А.Стороженка та ін. Централізований облік документів «україніки» здійснюється Головархівом України. Виявлення матеріалів такого типу і створення їхніх археографічних реєстрів та бібліографії проводиться у межах державної програми «Архівна та рукописна україніка». Зазначені матеріали як складова частина НАФ підлягають поверненню в Україну у вигляді оригіналів або копій відповідно до міжнародних угод, внаслідок дарування, придбання тощо.
Зарубіжна україніка є важливим інформаційним масивом і базовим історико-культурним потенціалом гуманітарної сфери знань. Вона дозволяє залучати до соціального обігу інформацію, яка формує духовність, закладає фундамент нової національної і соціальної психології, політики і культури. За Законом України «Про Національний архівний фонд і архівні установи» такі документи, відповідно до міжнародних угод, підлягають поверненню в Україну в оригіналах або копіях. На думку сучасної американської дослідниці д-ра Патриції Кеннеді Грімстед, проблеми адекватної ідентифікації архівної україніки ускладнюються щодо матеріалів, які зберігаються за кордоном, оскільки рівень визначеності між українським і російським, між польським і українським або між австро-угорським (або австрійським чи угорським) і українським залежить від точності етнічної ідентифікації або ступеня української національної самосвідомості.
Під час розгляду претензій на реституцію або на копії надзвичайно важливо ретельно дослідити усі специфічні угоди та інші відповідні юридичні фактори, що можуть вплинути на сучасний правовий статус та право власності, наприклад претензії колишніх власників. У випадку з подарунками або посмертним заповіданням майна можуть існувати листи про депозицію або передання. У випадку купівлі може залишатися посвідчення про походження або купча чи контракт про продаж. Може мати місце попередня купівля з аукціону або від посередника колекціонером, який пізніше комусь заповів свою колекцію. У деяких випадках специфічні групи документів можуть підлягати попереднім двостороннім або багатостороннім міжнародним угодам.
Багато названих проблем є наслідками відсутності відповідних міжнародних конвенцій, угод або детальних описів процедур архівної реституції. Хоча загальні рекомендації МРА існують, а угод щодо права на копіювання архівних матеріалів, які належать або стосуються однієї країни, а перебувають в іншій, усе ще нема.
Існують інші значні проблеми — невизнання приватної власності та масштаби націоналізації в Радянському Союзі. Обидва ці чинники ще впливають на пострадянську Україну. Багато пов'язаних з Україною матеріалів залишаються у володінні окремих осіб і законно утворюють приватну власність у країнах, де вони тепер перебувають, яка не може підлягати якому-небудь контролю з боку урядових архівних установ.
Протягом останніх років ситуація певною мірою поліпшилася. З визнанням України у світі як незалежної демократичної держави активізувалися процеси реституції української архівної спадщини, що зберігається за межами України. В 1992 р. створено при Кабінеті Міністрів Комісію по поверненню культурних цінностей в Україну, котра опікується питаннями реституції. Окремі українські архіви починають повертатися в Україну з Канади, Чехії, Німеччини та інших країн.